# Ismene (Amaryllidaceae)
Ismene là chi thực vật có hoa trong họ Amaryllidaceae.

## Danh sách loài
- Ismene × deflexa
- Ismene amancaes
- Ismene hawkesii
- Ismene longipetala
- Ismene morrisonii
- Ismene narcissiflora
- Ismene nutans
- Ismene pedunculata
- Ismene ringens
- Ismene sublimis
- Ismene vargasii